# Kwalifikacyjne turnieje interkontynentalne w piłce siatkowej mężczyzn do Letnich Igrzysk Olimpijskich 2004
Turnieje interkontynentalne do Letnich Igrzysk Olimpijskich w Atenach odbyły się w dwóch miastach:
- Porto (21-23 maja 2004),
- Tokio (22-30 maja 2004),
- Madryt (28-30 maja 2004).

Turniej w Tokio jest jednocześnie kwalifikacją Azji (awansuje pierwsza drużyna w tabeli i najlepsza drużyna azjatycka).

## System rozgrywek
- W zawodach brało udział 14 zespołów.
- Zespoły zostały podzielone na 3 grupy: dwie 4-drużynowe i jedną 8-drużynową.
- W grupach mecze rozegrane zostały systemem "każdy z każdym".
- Na igrzyska olimpijskie awansowali zwycięzcy grup.

## Drużyny uczestniczące
- Gospodarze:
  -  Portugalia
  -  Hiszpania
- Azja, Australia i Oceania
  -  Japonia
  -  Algieria1
  -  Korea Południowa
  -  Chiny
  -  Australia
  -  Iran
- Afryka
  -  Kamerun2
- Europa:
  -  Kazachstan
  -  Hiszpania
  -  Holandia
- Ameryka Północna:
  -  Kuba
- Ameryka Południowa:
  -  Wenezuela

1 zastąpiła reprezentację Chińskiego Tajpej

2 zastąpiła reprezentację Egiptu

## I Światowy Turniej Kwalifikacyjny -Madryt
Tabela
| Lp. | Drużyna   | Pkt | Mecze | Mecze | Mecze | Sety | Sety | Sety  | Małe punkty | Małe punkty | Małe punkty |
| Lp. | Drużyna   | Pkt | M     | W     | P     | wyg. | prz. | ratio | zdob.       | str.        | ratio       |
| --- | --------- | --- | ----- | ----- | ----- | ---- | ---- | ----- | ----------- | ----------- | ----------- |
| 1   | Holandia  | 6   | 3     | 3     | 0     | 9    | 1    | 9.000 | 258         | 222         | 1.162       |
| 2   | Kuba      | 5   | 3     | 2     | 1     | 7    | 4    | 1.750 | 258         | 242         | 1.066       |
| 3   | Hiszpania | 4   | 3     | 1     | 2     | 4    | 6    | 0.667 | 220         | 216         | 1.019       |
| 4   | Kamerun   | 3   | 3     | 0     | 3     | 0    | 9    | 0.000 | 171         | 227         | 0.753       |

Źródło: FIVB.org
Punktacja: zwycięstwo – 2 pkt; porażka – 1 pkt
Zasady ustalania kolejności: 1. liczba punktów; 2. stosunek setów; 3. stosunek małych punktów; 4. bilans w bezpośrednich meczach
| 21.07.2000 | Kamerun | 0:3 (21:25, 25:27, 18:25) | Holandia |

| 21.07.2000 | Hiszpania | 1:3 (17:25, 25:14, 23:25, 16:25) | Kuba |

| 22.07.2000 | Kamerun | 0:3 (14:25, 17:25, 20:25) | Hiszpania |

| 22.07.2000 | Holandia | 3:1 (25:19, 30:28, 25:27, 25:20) | Kuba |

| 23.07.2000 | Kuba | 3:0 (25:20, 25:23, 25:13) | Kamerun |

| 23.07.2000 | Hiszpania | 0:3 (20:25, 20:25, 24:26) | Holandia |

Nagrody indywidualne
| Najlepszy punktujący  | Najlepszy atakujący | Najlepszy blokujący | Najlepszy zagrywający | Najlepszy broniący | Najlepszy rozgrywający | Najlepszy przyjmujący |
| --------------------- | ------------------- | ------------------- | --------------------- | ------------------ | ---------------------- | --------------------- |
| Raydel Corrares Pouto | Guillermo Falasca   | José Luis Moltó     | Osmany Juantorena     | Marko Klok         | Nico Freriks           | Reinder Nummerdor     |

## II Światowy Turniej Kwalifikacyjny -Tokio
Tabela
| Lp. | Drużyna          | Pkt | Mecze | Mecze | Mecze | Sety | Sety | Sety   | Małe punkty | Małe punkty | Małe punkty |
| Lp. | Drużyna          | Pkt | M     | W     | P     | wyg. | prz. | ratio  | zdob.       | str.        | ratio       |
| --- | ---------------- | --- | ----- | ----- | ----- | ---- | ---- | ------ | ----------- | ----------- | ----------- |
| 1   | Francja          | 14  | 7     | 7     | 0     | 21   | 2    | 10.500 | 586         | 475         | 1.234       |
| 2   | Australia        | 12  | 7     | 5     | 2     | 15   | 9    | 1.667  | 565         | 510         | 1.108       |
| 3   | Chiny            | 12  | 7     | 5     | 2     | 15   | 9    | 1.667  | 581         | 538         | 1.080       |
| 4   | Kanada           | 11  | 7     | 4     | 3     | 12   | 10   | 1.200  | 512         | 485         | 1.056       |
| 5   | Iran             | 11  | 7     | 4     | 3     | 13   | 11   | 1.182  | 567         | 545         | 1.040       |
| 6   | Japonia          | 9   | 7     | 2     | 5     | 14   | 15   | 0.933  | 626         | 622         | 1.006       |
| 7   | Korea Południowa | 8   | 7     | 1     | 6     | 5    | 18   | 0.278  | 469         | 547         | 0.857       |
| 8   | Algieria         | 7   | 7     | 0     | 7     | 0    | 21   | 0.000  | 341         | 525         | 0.650       |

Źródło: FIVB.org
Punktacja: zwycięstwo – 2 pkt; porażka – 1 pkt
Zasady ustalania kolejności: 1. liczba punktów; 2. stosunek setów; 3. stosunek małych punktów; 4. bilans w bezpośrednich meczach
Wyniki
| 22.05.2004 | Kanada | 3:0 (25:20, 25:20, 28:26) | Iran |

| 22.05.2004 | Korea Południowa | 0:3 (19:25, 23:25, 22:25) | Chiny |

| 22.05.2004 | Australia | 0:3 (18:25, 28:30, 26:28) | Francja |

| 22.05.2004 | Algieria | 0:3 (14:25, 15:25, 18:25) | Japonia |

| 23.05.2004 | Iran | 3:0 (25:18, 25:21, 25:16) | Korea Południowa |

| 23.05.2004 | Francja | 3:0 (25:22, 25:23, 25:21) | Kanada |

| 23.05.2004 | Algieria | 0:3 (17:25, 22:25, 16:25) | Australia |

| 23.05.2004 | Japonia | 2:3 (25:27, 25:20, 22:25, 25:22, 16:18) | Chiny |

| 25.05.2004 | Chiny | 3:1 (25:16, 25:23, 31:33, 25:22) | Iran |

| 25.05.2004 | Korea Południowa | 0:3 (16:25, 13:25, 16:25) | Francja |

| 25.05.2004 | Kanada | 3:0 (25:13, 25:16, 25:21) | Algieria |

| 25.05.2004 | Australia | 3:2 (21:25, 25:17, 25:14, 19:25, 15:13) | Japonia |

| 26.05.2004 | Francja | 3:0 (25:21, 38:36, 25:21) | Chiny |

| 26.05.2004 | Australia | 3:0 (25:19, 25:19, 26:24) | Kanada |

| 26.05.2004 | Algieria | 0:3 (21:25, 15:25, 19:25) | Korea Południowa |

| 26.05.2004 | Japonia | 2:3 (22:25, 29:27, 25:18, 21:25, 12:15) | Iran |

| 28.05.2004 | Korea Południowa | 1:3 (21:25, 15:25, 25:21, 19:25) | Australia |

| 28.05.2004 | Iran | 0:3 (31:33, 19:25, 21:25) | Francja |

| 28.05.2004 | Chiny | 3:0 (25:15, 25:16, 25:15) | Algieria |

| 28.05.2004 | Kanada | 3:0 (25:15, 25:17, 27:25) | Japonia |

| 29.05.2004 | Algieria | 0:3 (17:25, 18:25, 13:25) | Iran |

| 29.05.2004 | Kanada | 3:1 (25:21, 21:25, 25:22, 25:18) | Korea Południowa |

| 29.05.2004 | Australia | 3:0 (25:21, 25:20, 25:19) | Chiny |

| 29.05.2004 | Japonia | 2:3 (23:25, 25:21, 18:25, 25:21, 12:15) | Francja |

| 30.05.2004 | Iran | 3:0 (25:19, 26:24, 25:23) | Australia |

| 30.05.2004 | Chiny | 3:0 (25:22, 25:19, 25:17) | Kanada |

| 30.05.2004 | Francja | 3:0 (25:16, 25:11 25:13) | Algieria |

| 30.05.2004 | Korea Południowa | 0:3 (20:25, 21:25, 23:25) | Japonia |

Nagrody indywidualne
| Najlepszy punktujący | Najlepszy atakujący | Najlepszy blokujący | Najlepszy zagrywający | Najlepszy broniący | Najlepszy rozgrywający | Najlepszy przyjmujący |
| -------------------- | ------------------- | ------------------- | --------------------- | ------------------ | ---------------------- | --------------------- |
| Takahiro Yamamoto    | Daniel Howard       | Daniel Howard       | Behnam Mahmoudi       | Hubert Henno       | Daisuke Usami          | Katsutoshi Tsumagari  |

## III Światowy Turniej Kwalifikacyjny -Porto
Tabela
| Lp. | Drużyna    | Pkt | Mecze | Mecze | Mecze | Sety | Sety | Sety  | Małe punkty | Małe punkty | Małe punkty |
| Lp. | Drużyna    | Pkt | M     | W     | P     | wyg. | prz. | ratio | zdob.       | str.        | ratio       |
| --- | ---------- | --- | ----- | ----- | ----- | ---- | ---- | ----- | ----------- | ----------- | ----------- |
| 1   | Polska     | 6   | 3     | 3     | 0     | 9    | 2    | 4.500 | 261         | 220         | 1.186       |
| 2   | Wenezuela  | 5   | 3     | 2     | 1     | 6    | 3    | 2.000 | 220         | 211         | 1.043       |
| 3   | Portugalia | 4   | 3     | 1     | 2     | 5    | 6    | 0.833 | 248         | 241         | 1.029       |
| 4   | Kazachstan | 3   | 3     | 0     | 3     | 0    | 9    | 0.000 | 168         | 225         | 0.747       |

Źródło: FIVB.org
Punktacja: zwycięstwo – 2 pkt; porażka – 1 pkt
Zasady ustalania kolejności: 1. liczba punktów; 2. stosunek setów; 3. stosunek małych punktów; 4. bilans w bezpośrednich meczach
Wyniki
| 21.05.2004 | Polska | 3:0 (25:21, 26:24, 25:22) | Wenezuela |

| 21.05.2004 | Portugalia | 3:0 (25:16, 25:18, 25:19) | Kazachstan |

| 22.05.2004 | Kazachstan | 0:3 (23:25, 21:25, 21:25) | Wenezuela |

| 22.05.2004 | Portugalia | 2:3 (18:25, 25:18, 29:27, 19:25, 12:15) | Polska |

| 23.05.2004 | Polska | 3:0 (25:15, 25:13, 25:22) | Kazachstan |

| 23.05.2004 | Wenezuela | 3:0 (26:24, 27:25, 25:21) | Portugalia |

Nagrody indywidualne
| Najlepszy punktujący | Najlepszy atakujący | Najlepszy blokujący | Najlepszy zagrywający | Najlepszy broniący | Najlepszy rozgrywający | Najlepszy przyjmujący |
| -------------------- | ------------------- | ------------------- | --------------------- | ------------------ | ---------------------- | --------------------- |
| Dawid Murek          | Dawid Murek         | Arkadiusz Gołaś     | Dawid Murek           | Gustavo Valderrama | Paweł Zagumny          | Gustavo Valderrama    |